# تورمود کنوتسن
تورمود کنوتسن (انگلیسی: Tormod Knutsen؛ (زادهٔ ۷ ژانویهٔ ۱۹۳۲ – درگذشتهٔ ۲۳ فوریهٔ ۲۰۲۱) اسکی‌باز نوردیک ترکیبی اهل نروژ بود.
وی در مسابقات کشوری و بین‌المللی در مجموع برندهٔ ۱ مدال طلا، ۱ مدال نقره شده‌ بود.